# Росохан (річка)
Росохан — річка  в Україні, у  Долинському й Рожнятівському районах Івано-Франківської області, права притока Мшани (басейн Дністра).

## Опис
Довжина річки приблизно 8 км. Формується з багатьох безіменних струмків. 

## Розташування
Бере  початок на південно-східному схилі гірської вершини Молода. Тече переважно на північний схід і на північному заході від Яйко-Перегінське впадає у річку Мшану, ліву притоки Молодої.